# توگاریاکوو
توگاریاکوو (انگلیسی: Tugaryakovo) یک شهرک در شهرستان بورایفسکی باشقیرستان کشور روسیه است.